# Melicytus
Melicytus es un género de plantas con flores perteneciente a la familia Violaceae. Comprende 21 especies.

## Especies
- Melicytus alpinus (Kirk) Garn.-Jones
- Melicytus angustifolium DC. Garn.-Jones
- Melicytus chathamicus F.Muell. Garn.-Jones
- Melicytus collinus Colenso
- Melicytus crassifolius Hook.f. Garn.-Jones
- Melicytus dentatus (R.Br. ex DC.) Molloy & Mabb.
- Melicytus drucei  Molloy & B.D.Clarkson
- Melicytus fasciger Gillespie
- Melicytus flexuosus Molloy & A.P.Druce
- Melicytus lanceolatus Hook.f.
- Melicytus latifolius Lindl. & P.S.Green
- Melicytus macrophyllus A.Cunn.
- Melicytus micranthus Hook.f.
- Melicytus microphyllus Colenso
- Melicytus novae-zelandiae (A.Cunn.) P.S.Green
- Melicytus obovatus (Kirk) Garn.-Jones
- Melicytus oleaster Lindl.
- Melicytus ramiflorus J.R.Forst. & G.Forst.
- Melicytus samoensis (Christoph.) A.C.Sm.
- Melicytus umbellatus Gaertn.